# 동서울종합터미널
동서울종합터미널은 대한민국 서울특별시 광진구 구의3동에 있는 시외 및 고속버스 터미널이다. 서울 지하철 2호선 강변역 건너편에 있으며, 터미널 바로 남쪽으로는 강변북로가 있다.
중부고속도로의 활성화 정책에 따른 서울특별시 강북 및 동·북부 지역의 주민들의 시외버스 및 고속버스의 이용 편의를 제공하기 위해 건설됐으며, 1988년 5월 공용 여객자동차 사업 면허를 취득하여 현재의 이름으로 바뀌었다. 1987년에 착공되어 1990년에 완공되었다. 터미널 운영은 동서울종합터미널운용주식회사에서 하고 있으나, 실제로는 신세계프라퍼티업이 보유하고 있다. 경부선, 호남선, 영동선 등을 모두 동시에 이용할 수 있다.
본래 서울고속버스터미널과 센트럴시티처럼 경부선과 영동선 방면 고속버스 노선은 코버스 전산망을 이용하였고, 호남선 방면 고속버스 노선은 이지티켓에서 예매가 가능하였다. 그러다 2015년 12월 1일부터 두 방면의 전산망을 통합하여 이지티켓에서 모든 방면 고속버스 노선이 예매가 가능하게 되었으며, 고속버스모바일 기반으로 이지티켓의 예약 전산이 흡수된 후에는 자연히 코버스의 전산망으로 회귀했다. 하지만 이전에 2개의 전산망으로 예매하였었던 것 때문에 고속버스 전산망상의 터미널 코드는 2개를 사용하는데, 충청권 및 영남권으로 가는 고속버스 노선에는 031을 사용하고 강원권 및 호남권으로 가는 고속버스 노선에는 032를 사용한다. 다만, 동서울 출발편은 모두 032 코드를 이용 중이다.
강원도방면 노선들이 상대적으로 많아서, 강원방면 노선이 거의 없거나 열악한 호남/충남/서부경남방면 승객들의 환승 수요를 포함하여 이용객 수가 상당히 많은 편이다. 따라서 군인들이 환승 목적으로 많이 오고가는 버스 터미널이다. 하지만 서울고속버스터미널(서울경부) 및 센트럴시티(서울호남)보다 터미널 규모가 작아서, 몇몇 고속버스 노선들은 서울경부/서울호남에 비해 배차간격이 길거나 운행 횟수가 적다. 따라서 동서울에서 하차한 후, 행선지에 따라 고속터미널역이나 남부터미널역으로 이동해서 환승해야 하는 경우도 있다.
터미널 바로 옆에 강변북로가 있지만, 서울고속버스터미널 및 센트럴시티에 비해 터미널이 고속도로와 한참 떨어져 있어서 강변북로와 올림픽대로가 정체되면 소요 시간이 늘어난다는 단점이 있다.
영남/강원방면 고속버스 노선들은 천호대교 혹은 구리암사대교를 거쳐 강일 나들목을 통해 각 방면으로 운행한다. 하지만 호남방면 고속버스 노선들은 정안알밤휴게소 환승 때문에 강일 나들목으로 갈 수 없고 잠실대교, 청담대교, 영동대교, 성수대교, 동호대교, 한남대교를 거쳐 경부고속도로로 진입해서 운행하며, 영남방면 고속버스 노선들도 주말에는 한남대교 ~ 신탄진 나들목 구간에서 시행하는 경부고속도로 중앙버스전용차로 이용을 위해 호남방면 노선처럼 한남대교와 성수대교를 이용하기도 한다.

## 주요 시설물
동서울종합버스터미널의 주요 시설물은 36개의 시외버스 승차 홈, 버스 대기소, 수화물 취급소, 승용 주차장, 하차장, 11개의 고속버스 전용 승차 홈 등이 있다. 고속버스 승차장 대합실은 버스 하차장과 마주보고 있다.
시외버스 매표소는 1층에 두고 고속버스 매표소는 2층으로 구분했으나, 현재는 고속버스 매표소도 1층으로 내려왔다.
2024년 10월 3일부터 아침 5시 30분부터 8시 30분까지, 밤 10시부터 자정까지 매표소를 운영하지 않는다. 해당 시간대에는 티켓자판기를 이용해야 한다.
현대화 사업이 확정된 이후에는 대부분의 상가가 퇴거한 상태다.

## 승차홈

### 고속버스
동서울터미널 2층으로 연결된 연결 통로를 따라 내려가면 12번 승차홈부터 시작된다. 터미널 하차장과 고속버스 승차장이 서로 마주보고 있다.
| 출발홈 | 행선지           |
| ------ | ---------------- |
| 1번홈  | 부산, 서부산     |
| 2번홈  | 대구             |
| 3번홈  | 정읍, 진주       |
| 4번홈  | 강릉             |
| 5번홈  | 동해, 삼척       |
| 6번홈  | 속초, 양양       |
| 7번홈  | 전주             |
| 8번홈  | 광양, 동광양     |
| 9번홈  | 청주             |
| 10번홈 | 대전             |
| 11번홈 | 광주             |
| 12번홈 | 창원, 마산, 진해 |

### 시외버스
동서울터미널 입구를 기준으로 ㄴ자 형태로 승차홈이 배치되어 있으며, 오른쪽부터 2개의 1번 승차홈이 시작해 맨 왼쪽 24번 승차홈까지 이어지며, 옆으로 꺾어진 부분을 통해 37번 승차홈까지 존재한다.
일부 승차홈의 경우 번호가 중복되어 있다.
| 출발홈 | 방면                       | 행선지                                                                               |
| ------ | -------------------------- | ------------------------------------------------------------------------------------ |
| 1번홈  | 거창, 강릉방면             | 거창, 강릉, 위천, 정동진(심야), 수승대, 덕구온천                                     |
| 1번홈  | 정선방면                   | 장평, 안흥, 대화, 운교, 평창, 미탄                                                   |
| 2번홈  | 강릉, 울진방면             | 장평, 동해, 진부, 삼척, 횡계, 임원, 주문진, 호산, 하조대, 부구, 죽변, 울진           |
| 3번홈  | 속초(대관령)방면           | 양양, 강릉, 낙산, 주문진, 물치, 하조대                                               |
| 4번홈  | 속초(동서고속도로경유)방면 | 속초, 물치, 양양, 낙산                                                               |
| 5번홈  | 속초(미시령)방면           | 양평, 인제, 홍천, 해안, 횡성, 백담사, 비발디파크, 간성, 인제, 거진, 현리(강원), 대진 |
| 6번홈  | 속초(한계령)방면           | 양평, 인제, 홍천, 원통, 횡성, 한계령, 신남, 오색, 남면, 양양, 양구, 낙산             |
| 7번홈  | 청주방면                   | 보은, 속리산, 청주, 북청주, 미원, 청주대, 상판, 화북                                 |
| 8번홈  | 괴산방면                   | 증평, 괴산, 주성대, 옥천, 추풍령, 영동, 김천                                         |
| 9번홈  | 수안보방면                 | 일죽, 건국대, 용원, 생극, 주덕, 월악산                                               |
| 9번홈  | 남원방면                   | 익산, 꽃동네, 군산, 삼성, 임실, 남원, 오수, 남해                                     |
| 10번홈 | 충주, 음성방면             | 충주(우등), 충주(고속), 대소, 무극, 음성                                             |
| 11번홈 | 안동방면                   | 안동, 진보, 영양, 주왕산, 청송, 영덕, 영해                                           |
| 12번홈 | 의령, 예천방면             | 현풍, 용궁, 신반, 예천, 의령, 풍산, 안산                                             |
| 13번홈 | 상주방면                   | 상주, 점촌                                                                           |
| 14번홈 | 점촌방면                   | 문경, 가은, 은척, 함창, 낙동, 풍양, 안계, 건국대                                     |
| 15번홈 | 장호원방면                 | 아미리, 용포, 태평리, 백운, 이황리, 엄정, 감곡, 제천                                 |
| 16번홈 | 구미, 인천방면             | 송내역, 부천, 인천, 구미                                                             |
| 17번홈 | 평택방면                   | 오산, 동탄, 송탄, 평택, 남서울대, 성환, 평택대, 인천                                 |
| 18번홈 | 영주방면                   | 영주, 시지, 원주, 경산, 청도                                                         |
| 19번홈 | 태백방면                   | 원주, 영월, 신고한, 태백                                                             |
| 20번홈 | 원주, 구인사방면           | 원주, 구인사, 매포, 의성, 단양, 도리원, 영춘, 군위                                   |
| 21번홈 | 백암온천방면               | 울진, 봉화, 평해, 춘양, 백암온천, 원주, 구인사                                       |
| 22번홈 | 제천방면                   | 제천, 세명대                                                                         |
| 23번홈 | 천안, 아산방면             | 천안, 아산, 봉강교                                                                   |
| 24번홈 | 유성방면                   | 대전청사, 유성, 세종청사, 세종시                                                     |
| 25번홈 | 논산, 태안방면             | 공주, 논산, 강경, 부여, 예산, 청양, 신창, 당진, 서산, 태안                           |
| 26번홈 | 보령, 부안방면             | 김제, 홍성, 부안, 광천, 내포시, 보령                                                 |
| 27번홈 | 이천방면                   | 이천, 테르메덴(스파랜드), 미란다호텔(스파플러스)                                     |
| 28번홈 | 여주방면                   | 부발, 능서, 여주, 여주대                                                             |
| 29번홈 | 목포방면                   | 목포, 영광, 해남, 진도, 김포공항, 순천, 인천공항, 여수                               |
| 30번홈 | 안성방면                   | 공도, 안성, 중앙대, 동아방송대, 김포공항, 인천공항                                   |
| 31번홈 | 철원방면                   | 의정부, 포천, 운천, 신철원, 송우리, 관인, 문혜리, 동송                               |
| 32번홈 | 진천방면                   | 죽산, 대소, 광혜원, 덕산, 이월, 진천, 두원공대, 혁신도시                             |
| 33번홈 | 포항, 거제방면             | 경주, 포항, 통영, 고현(거제)                                                         |
| 34번홈 | 지리산, 울산, 김해방면     | 서상, 안의, 수동, 함양, 인월, 마천, 지리산, 해운대, 장유, 김해                       |
| 34번홈 | 해운대, 양산방면           | 울산, 좌천, 기장, 해운대, 양산, 방어진                                               |
| 35번홈 | 일동방면                   | 이동, 도평리, 신수리, 자등리, 와수리, 사창리, 다목리, 산양리                         |
| 36번홈 | 춘천방면                   | 청평, 가평, 강촌, 대성리, 춘천, 화천, 양구                                           |
| 37번홈 | 예비                       |                                                                                      |

## 주요 운행 노선

### 고속버스

#### 강원권
| 운행 노선          | 운행업체          | 운행구간 | 운행구간 | 운행구간 | 경유지           | 배차 간격              | 시간표                                                                        |
| ------------------ | ----------------- | -------- | -------- | -------- | ---------------- | ---------------------- | ----------------------------------------------------------------------------- |
| 동서울 ↔ 강릉      | 중앙고속 동부고속 | 동서울   | ↔        | 강릉     | 횡성휴게소       | 40분                   | 첫차:06:20(동서울 기준) 막차:22:20(동서울 기준)                               |
| 동서울 ↔ 동해/삼척 | 동부고속          | 동서울   | ↔        | 삼척     | 횡성휴게소, 동해 | 평일:9회 금,토,일:12회 | 첫차:06:45(동서울 기준) 막차:20:30(동서울 기준)                               |
| 동서울 ↔ 양양/속초 | 동부고속          | 동서울   | ↔        | 속초     | 양양             | 평일:6회 주말:8회      | 첫차:06:50(동서울 기준) 막차:19:50(동서울 기준) 금요일막차:20:30(동서울 기준) |

#### 충청권
| 운행 노선     | 운행업체                                     | 운행구간 | 운행구간 | 운행구간 | 경유지            | 배차 간격 | 시간표                                          |
| ------------- | -------------------------------------------- | -------- | -------- | -------- | ----------------- | --------- | ----------------------------------------------- |
| 동서울 ↔ 대전 | 금호고속 동양고속 중앙고속 천일고속 한일고속 | 동서울   | ↔        | 대전     | 무정차            | 20~30분   | 첫차:06:00(동서울 기준) 막차:22:10(동서울 기준) |
| 동서울 ↔ 청주 | 속리산고속                                   | 동서울   | ↔        | 청주     | 롯데마트 서청주점 | 30분      | 첫차:06:00(동서울 기준) 막차:21:55(동서울 기준) |

#### 호남권
| 운행 노선       | 운행업체                                     | 운행구간 | 운행구간 | 운행구간 | 경유지                 | 배차 간격                 | 시간표                                          |
| --------------- | -------------------------------------------- | -------- | -------- | -------- | ---------------------- | ------------------------- | ----------------------------------------------- |
| 동서울 ↔ 동광양 | 금호고속 동양고속 중앙고속 천일고속 한일고속 | 동서울   | ↔        | 동광양   | 정안휴게소, 광양       | 60분                      | 첫차:06:30(동서울 기준) 막차:22:10(동서울 기준) |
| 동서울 ↔ 광주   | 금호고속 중앙고속                            | 동서울   | ↔        | 광주     | 정안휴게소, 비아       | 평일:30~40분 주말:20~30분 | 첫차:05:40(동서울 기준) 막차:24:00(동서울 기준) |
| 동서울 ↔ 전주   | 금호고속 동양고속 중앙고속 천일고속          | 동서울   | ↔        | 전주     | 정안휴게소, 호남제일문 | 30분                      | 첫차:06:00(동서울 기준) 막차:22:10(동서울 기준) |
| 동서울 ↔ 정읍   | 중앙고속                                     | 동서울   | ↔        | 정읍     | 정안휴게소, 태인       | 3회                       | 08:10, 13:10, 18:10                             |

#### 영남권
| 운행 노선         | 운행업체                                              | 운행구간 | 운행구간 | 운행구간 | 경유지                       | 배차 간격 | 시간표                                          |
| ----------------- | ----------------------------------------------------- | -------- | -------- | -------- | ---------------------------- | --------- | ----------------------------------------------- |
| 동서울 ↔ 대구     | 금호고속 동양고속 삼화고속 천일고속 한일고속 중앙고속 | 동서울   | ↔        | 동대구   | 선산휴게소, 서대구           | 30~40분   | 첫차:06:00(동서울 기준) 막차:23:10(동서울 기준) |
| 동서울 ↔ 마산     | 동양고속                                              | 동서울   | ↔        | 마산     | 선산휴게소, 내서             | 80~90분   | 첫차:07:30(동서울 기준) 막차:22:00(동서울 기준) |
| 동서울 ↔ 부산     | 금호고속 중앙고속 천일고속 한일고속                   | 동서울   | ↔        | 부산     | 낙동강휴게소                 | 80분      | 첫차:06:30(동서울 기준) 막차:23:50(동서울 기준) |
| 동서울 ↔ 부산서부 | 금호고속 중앙고속 한일고속                            | 동서울   | ↔        | 부산서부 | 선산휴게소                   | 3회       | 08:30, 11:30, 15:00                             |
| 동서울 ↔ 진주     | 동양고속 중앙고속                                     | 동서울   | ↔        | 진주     | 인삼랜드휴게소, 개양         | 3회       | 10:00, 13:00, 16:10                             |
| 동서울 ↔ 진주     | 동양고속                                              | 동서울   | ↔        | 진주     | 인삼랜드휴게소, 진주혁신도시 | 2회       | 07:00, 19:00                                    |
| 동서울 ↔ 진해     | 동양고속                                              | 동서울   | ↔        | 진해     | 선산휴게소, 마산             | 4회       | 08:30, 12:00, 16:20, 19:00, 19:30               |
| 동서울 ↔ 창원     | 동양고속 중앙고속                                     | 동서울   | ↔        | 창원     | 선산휴게소, 창원역           | 4회       | 09:00, 10:30, 16:00, 17:30                      |

### 시외버스
| 방면        | 행선지 |
| ----------- | --- |
| 수도권 방면 | 가산, 가평, 갈운리, 공도, 관인, 광릉내, 광탄, 국수리, 국제대, 군단앞, 김포공항, 내촌(포천), 노원역, 능서, 단월, 당수동, 대림동산, 대성리, 대진대, 도예촌, 도평리, 동아방송대, 동탄, 두원공대, 만세교, 부발, 부천, 상록수역, 성동2리, 소학리, 송내역, 송도, 송우리, 송탄, 수락산, 신북, 신장, 안산, 안성, 야미리, 양문, 양평, 여주, 여주대, 오산, 용두, 용문, 용문사, 용이동, 운천, 의정부, 의왕TG, 이동, 이천, 이황리, 인천, 인천공항, 일동, 일죽, 장호원, 죽산, 중앙대(안성), 청평, 축석고개, 태평리, 테르메덴온천, 평택, 평택대, 포천, 한경대, 화현 |
| 강원권 방면 | 간성, 간척사거리, 강릉, 강촌, 강포리, 거진, 고석평, 고한사북, 광덕산, 낙산, 남교, 남면, 내촌(홍천), 녹전, 다목리, 대월, 대진, 대화, 덕다리, 도계, 동송, 동해, 마차, 마현리, 맹대, 면소, 문곡, 문막, 문혜리, 물치, 미다리, 미탄, 방림, 백담입구, 북산지서, 비발디파크, 사창리, 산양리, 삼척, 상남, 상동, 석항, 성심병원, 속초, 송청리, 수인리, 신남, 신림, 신수리, 신철원, 쌍용, 안흥, 양구, 양덕원, 양양, 어리고개, 연당, 영월, 예미, 오색, 옥동, 와수리, 용대삼거리, 운교, 웅진리, 원리, 원주, 원천, 원통, 인제, 임원, 자등리, 장신, 장평, 정동진, 정선, 주문진, 증산, 지촌, 진부, 진부령, 창원리(영월), 청리(양구), 춘천, 태백, 팔봉산, 평창, 풍수원, 하남, 하조대, 한계령, 햇골, 현리(인제), 호산, 홍천, 화상대, 화천, 횡계, 횡성 |
| 충청권 방면 | 감곡, 강경, 건국대(충주), 공주, 광시, 광천, 광혜원, 괴산, 구룡, 구인사, 기지시, 꽃동네, 남서울대, 내포시, 논산, 늘피, 단양, 당진, 대강, 대소, 대전청사, 대천해수욕장, 덕산, 덕주사, 매포, 맹동, 목계, 무극, 미륵, 미원, 백운, 별방, 보령, 보은, 봉강교, 봉양, 부여, 북청주, 산성동, 산척, 삼성, 상판, 생극, 서산, 성환, 세명대, 세종시, 속리산, 송면, 수안보, 신례원, 신양, 신창, 신평, 아산, 어송, 엄정, 예산, 옥양동, 용원, 용포, 운곡, 운산, 월악산, 유성, 영동, 영춘, 옥천, 음성, 음암, 이월, 이평, 장재, 제천, 주교, 주덕, 주성대, 주포, 증평, 진천, 창리, 천안, 청소, 청양, 청주, 청천, 충북혁신도시, 충주, 탁사정, 태안, 한국교통대, 합덕, 홍성, 화양동                                                                       |
| 호남권 방면 | 군산, 김제, 목포, 무안, 부안, 삼호, 순천, 여수, 영광, 오수, 익산, 임실, 진도, 해남 |
| 영남권 방면 | 가은, 거창, 경북도청, 경산, 경주, 고현(거제), 광비, 구미, 군위, 기성, 김해, 낙동, 남해, 농암, 다인, 단밀, 단촌, 덕구온천, 도리원, 마천, 문경, 백암온천(온정), 봉화, 부구, 삼근, 상주, 상주한방단지, 서상, 수동, 수승대, 시지, 신락, 신반, 신복, 안계, 안동, 안의, 양산, 양정, 언양, 영덕, 영양, 영주, 영해, 예천, 용궁, 용상, 울산, 울진, 위천, 은척, 의령, 의성, 일직, 임동, 입암, 점촌, 정곡, 주왕산, 죽변, 지동, 지리산, 진보, 청도, 청송, 춘양, 통영, 평해, 포항, 풍기, 풍산, 풍양, 함양, 함창, 해운대, 현동, 현풍, 화북, 후포 |

## 관련 TV 프로그램
- KBS 1TV《다큐멘터리 3일》 - 〈지금 당신의 꿈이 도착했습니다〉 편 (2009년 12월 19일)

## 같이 보기
- 강변역